# Port Olímpic

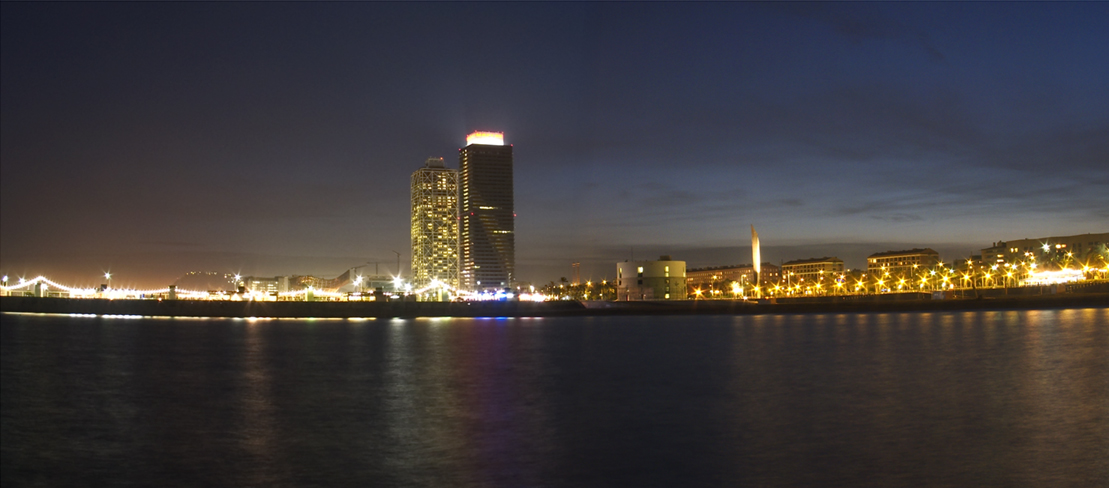
Port Olimpijski w Barcelonie

Port Olímpic, hiszp. Puerto Olímpico (w jęz. polskim Port Olimpijski) - port stanowiący część wioski olimpijskiej podczas Letnich Igrzysk Olimpijskich w 1992, kiedy mieszkali tu medaliści, a hiszpańska rodzina królewska kibicowała w porcie żeglarzom. Całość kompleksu została otwarta w 1991 r. Obecnie w kompleksie tym mieszczą się ekskluzywne sklepy i kasyno, zaś sam Port Olímpic jest miejscem spacerów, szczególnie poza sezonem. Na końcu wychodzącego w morze Moll de Gregal działa miejska szkółka żeglarska, prowadząca ogólnodostępne szkolenia. Na terenie portu znajduje się również budynek Instituto Nacional de Meteorologia.